# David Jenkins (athlétisme)
Pour les articles homonymes, voir Jenkins et David Jenkins.
David Jenkins, né le 25 mai 1952, est un athlète écossais, spécialiste du 400 m, impliqué dans des affaires de drogue.
Jenkins a étudié à l'académie d'Édimbourg où il excellait en sport. En 1971, âgé de 19 ans, Jenkins devenait champion d'Europe à Helsinki pour le Royaume-Uni. En 1972, aux Jeux olympiques de Munich, il remportait l'argent en relais 4 × 400 m avec Martin Reynolds, Alan Pascoe et David Hemery. En 1974, il était deuxième des championnats d'Europe sur 400 m et remportait le titre en relais avec Glen Cohen, Bill Hartley et Alan Pascoe. Il a remporté en 1975 l'épreuve du 400 m des championnats des États-Unis en 44 s 93 devant l'américain Newhouse. En 1976 et 1980, il se classait encore septième sur 400 m aux Jeux olympiques.
Il a depuis avoué avoir des pris des stéroïdes pour améliorer ses performances.
Dans les années 1980, il a fondé une entreprise de fabrication de stéroïdes anabolisants à Mexico. Le but était de les commercialiser sur le marché américain. Jenkins a été arrêté en décembre 1988 et condamné pour trafic d'anabolisants d'une valeur de 100 millions de dollars à sept ans de prison. Il a été libéré après neuf mois. En 1993, il a créé, avec un gourou des stéroïdes, Dan Duchaine, Next Nutrition, une compagnie qui produit des compléments alimentaires pour les athlètes et les bodybuildeurs. À la mort de Duchaine, il est devenu le directeur de Next Nutrition.

## Palmarès

### Jeux olympiques
- Jeux olympiques d'été de 1972 à Munich ( Allemagne de l'Ouest)
  -  Médaille d'argent en relais 4 × 400 m
- Jeux olympiques d'été de 1976 à Montréal ( Canada)
  - 7e sur 400 m
- Jeux olympiques d'été de 1980 à Moscou ( Union soviétique)
  - 7e sur 400 m

### Championnats d'Europe d'athlétisme
- Championnats d'Europe d'athlétisme de 1971 à Helsinki ( Finlande)
  -  Médaille d'or sur 400 m
- Championnats d'Europe d'athlétisme de 1974 à Rome ( Italie)
  -  Médaille d'argent sur 400 m
  -  Médaille d'or en relais 4 × 400 m
- Championnats d'Europe d'athlétisme de 1982 à Athènes ( Grèce)
  -  Médaille d'argent en relais 4 × 400 m

### Jeux du Commonwealth
- Jeux du Commonwealth de 1970 à Édimbourg  Écosse
  - non-partant en série sur 400 m
- Jeux du Commonwealth de 1974 à Christchurch  Nouvelle-Zélande
  - 7e sur 200 m
  - 4e sur 400 m
  - 5e en relais 4 × 100 m
- Jeux du Commonwealth de 1978 à Edmonton  Canada
  - éliminé en demi-finale du 400 m
  -  Médaille d'or en relais 4 × 100 m
  - 6e en relais 4 × 400 m

## Sources
- L'Equipe Athlétisme Magazine n°65 de juillet 1975 incluant un reportage de Robert Poirier, le hurdler français, sur les championnats des États-Unis, illustré de plusieurs clichés en noir et blanc, dont l'arrivée du 400 m (photo de Don Chadez).

- (en) Cet article est partiellement ou en totalité issu de l’article de Wikipédia en anglais intitulé « David Jenkins (athlete) » (voir la liste des auteurs).